# Lijst van gemeenten in het Noorderdepartement
Hieronder volgt een lijst van de 648 gemeenten (communes) in het Franse departement Nord (departement 59), het Noorderdepartement.
Historisch hoorden zij ofwel bij het graafschap Vlaanderen (Frans-Vlaanderen), ofwel bij het graafschap Henegouwen (Frans-Henegouwen)
De lijst:

## A
Abancourt
- Abscon
- Aibes
- Aix-en-Pévèle
- Allennes-les-Marais
- Amfroipret
- Anhiers
- Aniche
- Villeneuve-d'Ascq
- Anneux
- Annœullin
- Anor
- Anstaing
- Anzin
- Arleux
- Armbouts-Cappel (Armboutskappel)
- Armentières
- Arnèke (Arneke)
- Artres
- Assevent
- Attiches
- Aubencheul-au-Bac
- Auberchicourt
- Aubers
- Aubigny-au-Bac
- Aubry-du-Hainaut
- Auby
- Auchy-lez-Orchies
- Audignies
- Aulnoy-lez-Valenciennes
- Aulnoye-Aymeries
- Avelin
- Avesnelles
- Avesnes-sur-Helpe
- Avesnes-les-Aubert
- Avesnes-le-Sec
- Awoingt

## B
Bachant
- Bachy
- Bailleul (Belle)
- Baisieux
- Baives
- Bambecque (Bambeke)
- Banteux
- Bantigny
- Bantouzelle
- Bas-Lieu
- La Bassée
- Bauvin
- Bavay
- Bavinchove (Bavinkhove)
- Bazuel
- Beaucamps-Ligny
- Beaudignies
- Beaufort
- Beaumont-en-Cambrésis
- Beaurain
- Beaurepaire-sur-Sambre
- Beaurieux
- Beauvois-en-Cambrésis
- Bellaing
- Bellignies
- Bérelles
- Bergues (Sint-Winoksbergen)
- Berlaimont
- Bermerain
- Bermeries
- Bersée
- Bersillies
- Berthen (Berten)
- Bertry
- Béthencourt
- Bettignies
- Bettrechies
- Beugnies
- Beuvrages
- Beuvry-la-Forêt
- Bévillers
- Bierne (Bieren)
- Bissezeele (Bissezele)
- Blaringhem (Blaringem)
- Blécourt
- Boeschepe
- Boëseghem (Boezegem)
- Bois-Grenier
- Bollezeele (Bollezele)
- Bondues
- Borre
- Bouchain
- Boulogne-sur-Helpe
- Bourbourg (Broekburg)
- Bourghelles
- Boursies
- Bousbecque
- Bousies
- Bousignies
- Bousignies-sur-Roc
- Boussières-en-Cambrésis
- Boussières-sur-Sambre
- Boussois
- Bouvignies
- Bouvines
- Bray-Dunes
- Briastre
- Brillon
- Brouckerque (Broekkerke)
- Broxeele (Broksele)
- Bruay-sur-l'Escaut
- Bruille-lez-Marchiennes
- Bruille-Saint-Amand
- Brunémont
- Bry
- Bugnicourt
- Busigny
- Buysscheure (Buisscheure)

## C
Caëstre (Kaaster)
- Cagnoncles
- Cambrai
- Camphin-en-Carembault
- Camphin-en-Pévèle
- Cantaing-sur-Escaut
- Cantin
- Capelle
- Capinghem
- Cappelle-en-Pévèle
- Cappelle-Brouck (Kapellebroek)
- Cappelle-la-Grande (Kapelle)
- Carnières
- Carnin
- Cartignies
- Cassel (Kassel)
- Le Cateau-Cambrésis
- Catillon-sur-Sambre
- Cattenières
- Caudry
- Caullery
- Cauroir
- Cerfontaine
- La Chapelle-d'Armentières
- Château-l'Abbaye
- Chemy
- Chéreng
- Choisies
- Clairfayts
- Clary
- Cobrieux
- Colleret
- Comines (Frans-Komen)
- Condé-sur-l'Escaut
- Coudekerque-Branche (Nieuw-Koudekerke)
- Courchelettes
- Cousolre
- Coutiches
- Craywick (Kraaiwijk)
- Crespin
- Crèvecœur-sur-l'Escaut
- Crochte (Krochte)
- Croix
- Croix-Caluyau
- Cuincy
- Curgies
- Cuvillers
- Cysoing

## D
Damousies
- Dechy
- Dehéries
- Denain
- Deûlémont
- Dimechaux
- Dimont
- Doignies
- Dompierre-sur-Helpe
- Don
- Douai
- Douchy-les-Mines
- Le Doulieu (Zoeterstee)
- Dourlers
- Drincham (Drinkam)
- Dunkerque (Duinkerke)

## E
Ebblinghem (Ebblingem)
- Écaillon
- Eccles
- Éclaibes
- Écuélin
- Eecke (Eke)
- Élesmes
- Élincourt
- Émerchicourt
- Emmerin
- Englefontaine
- Englos
- Ennetières-en-Weppes
- Ennevelin
- Eppe-Sauvage
- Erchin
- Eringhem (Eringem)
- Erquinghem-le-Sec
- Erquinghem-Lys
- Erre
- Escarmain
- Escaudain
- Escaudœuvres
- Escautpont
- Escobecques
- Esnes
- Esquelbecq (Ekelsbeke)
- Esquerchin
- Estaires (Stegers)
- Estourmel
- Estrées
- Estreux
- Eswars
- Eth
- Étrœungt
- Estrun

## F
Faches-Thumesnil
- Famars
- Faumont
- Le Favril
- Féchain
- Feignies
- Felleries
- Fenain
- Férin
- Féron
- Ferrière-la-Grande
- Ferrière-la-Petite
- La Flamengrie
- Flaumont-Waudrechies
- Flers-en-Escrebieux
- Flesquières
- Flêtre (Vleteren)
- Flines-lès-Mortagne
- Flines-lez-Raches
- Floursies
- Floyon
- Fontaine-au-Bois
- Fontaine-au-Pire
- Fontaine-Notre-Dame
- Forest-en-Cambrésis
- Forest-sur-Marque
- Fourmies
- Fournes-en-Weppes
- Frasnoy
- Frelinghien
- Fresnes-sur-Escaut
- Fressain
- Fressies
- Fretin
- Fromelles

## G
Genech
- Ghissignies
- Ghyvelde (Gijvelde)
- Glageon
- Godewaersvelde (Godewaarsvelde)
- Gœulzin
- Gognies-Chaussée
- Gommegnies
- Gondecourt
- Gonnelieu
- La Gorgue
- Gouzeaucourt
- Grand-Fayt
- Grande-Synthe (Groot-Sinten)
- Grand-Fort-Philippe
- Gravelines (Grevelingen)
- La Groise
- Gruson
- Guesnain
- Gussignies

## H
Hallennes-lez-Haubourdin
- Halluin
- Hamel
- Hantay
- Hardifort (Hardefoort)
- Hargnies
- Hasnon
- Haspres
- Haubourdin
- Haucourt-en-Cambrésis
- Haulchin
- Haussy
- Haut-Lieu
- Hautmont
- Haveluy
- Haverskerque (Haverskerke)
- Haynecourt
- Hazebrouck (Hazebroek)
- Hecq
- Hélesmes
- Hem
- Hem-Lenglet
- Hergnies
- Hérin
- Herlies
- Herrin
- Herzeele (Herzele)
- Hestrud
- Holke
- Hondeghem (Hondegem)
- Hondschoote (Hondschote)
- Hon-Hergies
- Honnechy
- Honnecourt-sur-Escaut
- Hordain
- Hornaing
- Houdain-lez-Bavay
- Houplin-Ancoisne
- Houplines
- Houtkerque (Houtkerke)
- Hoymille (Hooimille)

## I
Illies
- Inchy
- Iwuy

## J
Jenlain
- Jeumont
- Jolimetz

## K
Killem

## L
Lallaing
- Lambersart
- Lambres-lez-Douai
- Landas
- Landrecies
- Lannoy
- Larouillies
- Lauwin-Planque
- Lecelles
- Lécluse
- Lederzeele (Lederzele)
- Ledringhem (Ledringem)
- Leers
- Leffrinckoucke (Leffrinkhoeke)
- Lesdain
- Lez-Fontaine
- Lesquin
- Leval
- Lewarde
- Lezennes
- Liessies
- Lieu-Saint-Amand
- Ligny-en-Cambrésis
- Lille (Rijsel)
- Limont-Fontaine
- Linselles
- Locquignol
- Loffre
- Lompret
- La Longueville
- Looberghe (Loberge)
- Loon-Plage (Loon)
- Loos
- Lourches
- Louvignies-Quesnoy
- Louvil
- Louvroil
- Lynde (Linde)
- Lys-lez-Lannoy

## M
La Madeleine
- Maing
- Mairieux
- Le Maisnil
- Malincourt
- Marbaix
- Marchiennes
- Marcoing
- Marcq-en-Barœul
- Marcq-en-Ostrevent
- Maresches
- Maretz
- Marly
- Maroilles
- Marpent
- Marquette-lez-Lille
- Marquette-en-Ostrevant
- Marquillies
- Masnières
- Masny
- Mastaing
- Maubeuge
- Maulde
- Maurois
- Mazinghien
- Mecquignies
- Merckeghem (Merkegem)
- Mérignies
- Merris
- Merville (Meregem)
- Méteren (Meteren)
- Millam
- Millonfosse
- Mœuvres
- Monceau-Saint-Waast
- Monchaux-sur-Écaillon
- Moncheaux
- Monchecourt
- Mons-en-Barœul
- Mons-en-Pévèle
- Montay
- Montigny-en-Cambrésis
- Montigny-en-Ostrevent
- Montrécourt
- Morbecque (Moerbeke)
- Mortagne-du-Nord
- Mouchin
- Moustier-en-Fagne
- Mouvaux

## N
Naves
- Neuf-Berquin (Nieuw-Berkijn)
- Neuf-Mesnil
- Neuville-en-Avesnois
- Neuville-en-Ferrain
- La Neuville
- Neuville-Saint-Rémy
- Neuville-sur-Escaut
- Neuvilly
- Nieppe (Niepkerke)
- Niergnies
- Nieurlet (Nieuwerleet)
- Nivelle
- Nomain
- Noordpeene (Noordpene)
- Noyelles-lès-Seclin
- Noyelles-sur-Escaut
- Noyelles-sur-Sambre
- Noyelles-sur-Selle

## O
Obies
- Obrechies
- Ochtezeele (Ochtezele)
- Odomez
- Ohain
- Oisy
- Onnaing
- Oost-Cappel (Oostkappel)
- Orchies
- Ors
- Orsinval
- Ostricourt
- Oudezeele (Oudezele)
- Oxelaëre (Okselare)

## P
Paillencourt
- Pecquencourt
- Pérenchies
- Péronne-en-Mélantois
- Petite-Forêt
- Petit-Fayt
- Phalempin
- Pitgam
- Poix-du-Nord
- Pommereuil
- Pont-à-Marcq
- Pont-sur-Sambre
- Potelle
- Pradelles (Pradeels)
- Prémesques
- Préseau
- Preux-au-Bois
- Preux-au-Sart
- Prisches
- Prouvy
- Proville
- Provin

## Q
Quaëdypre (Kwaadieper)
- Quarouble
- Quérénaing
- Le Quesnoy
- Quesnoy-sur-Deûle
- Quiévelon
- Quiévrechain
- Quiévy

## R
Râches
- Radinghem-en-Weppes
- Raillencourt-Sainte-Olle
- Raimbeaucourt
- Rainsars
- Raismes
- Ramillies
- Ramousies
- Raucourt-au-Bois
- Recquignies
- Rejet-de-Beaulieu
- Renescure (Ruisscheure)
- Reumont
- Rexpoëde (Rekspoede)
- Ribécourt-la-Tour
- Rieulay
- Rieux-en-Cambrésis
- Robersart
- Rœulx
- Rombies-et-Marchipont
- Romeries
- Ronchin
- Roncq
- Roost-Warendin
- Rosult
- Roubaix
- Roucourt
- Rousies
- Rouvignies
- Rubrouck (Rubroek)
- Les Rues-des-Vignes
- Ruesnes
- Rumegies
- Rumilly-en-Cambrésis

## S
Sailly-lez-Cambrai
- Sailly-lez-Lannoy
- Sainghin-en-Mélantois
- Sainghin-en-Weppes
- Sains-du-Nord
- Saint-Amand-les-Eaux
- Saint-André-lez-Lille
- Saint-Aubert
- Saint-Aubin
- Saint-Aybert
- Saint-Benin
- Saint-Georges-sur-l'Aa (Sint-Joris)
- Saint-Hilaire-lez-Cambrai
- Saint-Hilaire-sur-Helpe
- Saint-Jans-Cappel (Sint-Janskappel)
- Saint-Martin-sur-Écaillon
- Saint-Momelin (Sint-Momelijn)
- Saint-Pierre-Brouck (Sint-Pietersbroek)
- Saint-Python
- Saint-Remy-Chaussée
- Saint-Remy-du-Nord
- Saint-Saulve
- Saint-Souplet
- Saint-Sylvestre-Cappel (Sint-Silvesterkappel)
- Saint-Vaast-en-Cambrésis
- Saint-Waast
- Sainte-Marie-Cappel (Sint-Mariakappel)
- Salesches
- Salomé
- Saméon
- Sancourt
- Santes
- Sars-et-Rosières
- Sars-Poteries
- Sassegnies
- Saultain
- Saulzoir
- Sebourg
- Seclin
- Sémeries
- Semousies
- La Sentinelle
- Sepmeries
- Sequedin
- Séranvillers-Forenville
- Sercus (Zerkel)
- Sin-le-Noble
- Socx (Soks)
- Solesmes
- Solre-le-Château
- Solrinnes
- Somain
- Sommaing
- Spycker (Spijker)
- Staple (Stapel)
- Steenbecque (Steenbeke)
- Steene (Stene)
- Steenvoorde
- Steenwerck (Steenwerk)
- Strazeele (Strazele)

## T
Taisnières-en-Thiérache
- Taisnières-sur-Hon
- Templemars
- Templeuve-en-Pévèle
- Terdeghem (Terdegem)
- Téteghem-Coudekerque-Village
- Thiant
- Thiennes (Tienen)
- Thivencelle
- Thumeries
- Thun-l'Évêque
- Thun-Saint-Amand
- Thun-Saint-Martin
- Tilloy-lez-Marchiennes
- Tilloy-lez-Cambrai
- Toufflers
- Tourcoing
- Tourmignies
- Trélon
- Tressin
- Trith-Saint-Léger
- Troisvilles

## U
Uxem (Uksem)

## V
Valenciennes
- Vendegies-au-Bois
- Vendegies-sur-Écaillon
- Vendeville
- Verchain-Maugré
- Verlinghem
- Vertain
- Vicq
- Viesly
- Vieux-Berquin (Oud-Berkijn)
- Vieux-Condé
- Vieux-Mesnil
- Vieux-Reng
- Villeneuve-d'Ascq
- Villereau
- Villers-au-Tertre
- Villers-en-Cauchies
- Villers-Guislain
- Villers-Outréaux
- Villers-Plouich
- Villers-Pol
- Villers-Sire-Nicole
- Volckerinckhove (Volkerinkhove)
- Vred

## W
Wahagnies
- Walincourt-Selvigny
- Wallers
- Wallers-en-Fagne
- Wallon-Cappel (Waalskappel)
- Wambaix
- Wambrechies
- Wandignies-Hamage
- Wannehain
- Wargnies-le-Grand
- Wargnies-le-Petit
- Warhem (Warrem)
- Warlaing
- Warneton (Waasten)
- Wasnes-au-Bac
- Wasquehal
- Watten (Waten)
- Wattignies
- Wattignies-la-Victoire
- Wattrelos
- Wavrechain-sous-Denain
- Wavrechain-sous-Faulx
- Wavrin
- Waziers
- Wemaers-Cappel (Wemaarskappel)
- Wervicq-Sud
- West-Cappel (Westkappel)
- Wicres
- Wignehies
- Willems
- Willies
- Winnezeele (Winnezele)
- Wormhout
- Wulverdinghe (Wulverdinge)
- Wylder (Wilder)

## Z
Zegerscappel (Zegerskappel)
- Zermezeele (Zermezele)
- Zuydcoote (Zuidkote)
- Zuytpeene (Zuidpene)